# فرانكفورت (إلينوي)
فرانكفورت (بالإنجليزية: Frankfort)‏ هي قرية تقع في الولايات المتحدة في إلينوي. يقدر عدد سكانها بـ 17,782 نسمة .

## الموقع الجغرافي
الموقع الجغرافي للمناطق المحيطة بهذه النقطة هو كالتالي:

## أعلام
- جيسي أكرمان
- ويليام كورنيليوس فان هورن
- دان جيوردانو